# Sportgemeinschaft Dynamo Dresden 1995-1996
Questa voce raccoglie le informazioni riguardanti la Sportgemeinschaft Dynamo Dresden nelle competizioni ufficiali della stagione 1995-1996.

## Stagione
Nella stagione 1995-1996 la Dinamo Dresda, allenato da Hans-Jürgen Kreische e Udo Schmuck, concluse il campionato di Regionalliga Nordest al 4º posto. In Coppa di Germania la Dinamo Dresda fu eliminato al primo turno dal Fortuna Düsseldorf.

## Rosa
| N. |                     | Ruolo | Calciatore         |
| -- | ------------------- | ----- | ------------------ |
|    | Germania (bandiera) | P     | René Groß          |
|    | Germania (bandiera) | P     | Thomas Köhler      |
|    | Germania (bandiera) | D     | Lutz Braun         |
|    | Germania (bandiera) | D     | Michael Hecht      |
|    | Germania (bandiera) | D     | Thomas Hoßmang     |
|    | Germania (bandiera) | D     | Dirk Oberritter    |
|    | Polonia (bandiera)  | D     | Dariusz Pasieka    |
|    | Austria (bandiera)  | C     | Christian Aflenzer |
|    | Germania (bandiera) | C     | Sven Baum          |
|    | Germania (bandiera) | C     | Christian Fröhlich |
|    | Germania (bandiera) | C     | Peter Heidler      |

| N. |                                 | Ruolo | Calciatore      |
| -- | ------------------------------- | ----- | --------------- |
|    | Germania (bandiera)             | C     | Ringo Herrig    |
|    | Polonia (bandiera)              | C     | Antoni Jeleń    |
|    | Germania (bandiera)             | C     | Gunnar Klemm    |
|    | Germania (bandiera)             | C     | Jens Kreische   |
|    | Germania (bandiera)             | C     | Daniel Küttner  |
|    | Bosnia ed Erzegovina (bandiera) | C     | Igor Lazic      |
|    | Croazia (bandiera)              | C     | Nikica Maglica  |
|    | Germania (bandiera)             | C     | Jörg Schmidt    |
|    | Germania (bandiera)             | A     | Rico Hanke      |
|    | Bulgaria (bandiera)             | A     | Alexander Radev |

## Organigramma societario
Area tecnica
- Allenatore: Udo Schmuck
- Allenatore in seconda:
- Preparatore dei portieri:
- Preparatori atletici:
- Analisi video:

## Calciomercato

### Sessione estiva
| Acquisti | Acquisti           | Acquisti          | Acquisti |
| R.       | Nome               | da                | Modalità |
| -------- | ------------------ | ----------------- | -------- |
| C        | Sven Baum          | Sachsen Lipsia    |          |
| D        | Lutz Braun         | Norimberga        |          |
| C        | Christian Fröhlich | Dinamo Dresda U19 |          |
| D        | Michael Hecht      | Augusta           |          |
| P        | Thomas Köhler      | Sachsen Lipsia    |          |
| C        | Igor Lazic         | San Gallo         |          |
| D        | Dariusz Pasieka    | Nea Salamis       |          |
| C        | Jörg Schmidt       | Homburg           |          |

| Cessioni | Cessioni           | Cessioni              | Cessioni |
| R.       | Nome               | a                     | Modalità |
| -------- | ------------------ | --------------------- | -------- |
| D        | Markus Kranz       | Fortuna Colonia       |          |
| A        | Jørn Andersen      | Zurigo                |          |
| C        | René Beuchel       | Eintracht Francoforte |          |
| D        | Kai-Uwe Börner     | Hessen Kassel         |          |
| P        | Stanislav Čerčesov | Spartak Mosca         |          |
| A        | Mark Dittgen       | Young Boys            |          |
| A        | Johnny Ekström     | Eintracht Francoforte |          |
| A        | Henri Fuchs        | Chemnitz              |          |
| A        | Uwe Jähnig         | Amburgo               |          |
| C        | Jens Jeremies      | Monaco 1860           |          |
| D        | Mario Kern         | Kaiserslautern        |          |
| C        | Sven Kmetsch       | Amburgo               |          |
| D        | Andrzej Lesiak     | Ried                  |          |
| C        | Sascha Licht       | SC Weismain           |          |
| C        | Matthias Maucksch  | Wolfsburg             |          |
| D        | Dirk Oberritter    | Lokomotive Lipsia     |          |
| D        | Hans-Uwe Pilz      | Zwickau               |          |
| A        | Werner Rank        | Rot-Weiß Erfurt       |          |
| C        | Thomas Rath        | Friburgo              |          |
| C        | Sven Ratke         | Wolfsburg             |          |
| D        | Detlef Schößler    | Lokomotive Lipsia     |          |
| P        | Mark Schwarzer     | Kaiserslautern        |          |
| C        | Michael Spies      | Wolfsburg             |          |
| C        | Matthias Stammann  | Wolfsburg             |          |
| A        | Florian Weichert   | Lokomotive Lipsia     |          |

### Sessione invernale
| Acquisti | Acquisti     | Acquisti       | Acquisti |
| R.       | Nome         | da             | Modalità |
| -------- | ------------ | -------------- | -------- |
| C        | Antoni Jeleń | Sachsen Lipsia |          |

| Cessioni | Cessioni | Cessioni | Cessioni |
| R.       | Nome     | a        | Modalità |
| -------- | -------- | -------- | -------- |

## Risultati

### Regionalliga

#### Girone di andata
| Arbitro: | Fröhlich |

|                      |           |                                            |
| Wenzel 43’ Bartz 44’ | Marcatori | 3’, 50’ Lazic 58’ Hecht 64’ (rig.) Maglica |

| Arbitro: | Toschek |

|            |           |                                |
| Pasieka 2’ | Marcatori | 30’ Schmidt 39’ Berg 49’ Lucic |

| Cottbus 13 agosto 1995, ore 14:00 CEST 3ª giornata | Energie Cottbus | 0 – 0 referto | Dinamo Dresda | Stadion der Freundschaft (6 124 spett.)\| Arbitro: \| Blumenstein \| |
| Arbitro:                                           | Blumenstein     |               |               |                                                                      |

| Arbitro: | Cyrklaff |

|                                    |           |  |
| Schmidt 43’ Lazic 69’ Fröhlich 88’ | Marcatori |  |

| Arbitro: | Richter |

|             |           |  |
| Schmidt 89’ | Marcatori |  |

| Arbitro: | Koop |

|                   |           |                |
| Isa 34’ Gatti 57’ | Marcatori | 21’, 66’ Lazic |

| Dresda 2 settembre 1995, ore 14:00 CEST 7ª giornata | Dinamo Dresda | 0 – 0 referto | Sachsen Lipsia | Rudolf-Harbig-Stadion (6 800 spett.)\| Arbitro: \| Fröhlich \| |
| Arbitro:                                            | Fröhlich      |               |                |                                                                |

| Arbitro: | Voigt |

|                              |           |                                            |
| Brestrich 4’ Mackel 80’, 83’ | Marcatori | 6’ Hoßmang 33’ Pasieka 45’ Hecht 59’ Lazic |

| Dresda 16 settembre 1995, ore 14:00 CEST 9ª giornata | Dinamo Dresda | 0 – 0 referto | Union Berlino | Rudolf-Harbig-Stadion (8 550 spett.)\| Arbitro: \| Fleske \| |
| Arbitro:                                             | Fleske        |               |               |                                                              |

| Arbitro: | Kruse |

|                 |           |                     |
| Wonneberger 90’ | Marcatori | 24’ Hecht 45’ Lazic |

| Arbitro: | Wendorf |

|  |           |             |
|  | Marcatori | 75’ Lehmann |

| Arbitro: | Simon |

|           |           |             |
| Ludwig 9’ | Marcatori | 78’ Hoßmang |

| Arbitro: | Fleske |

|             |           |  |
| Schmidt 19’ | Marcatori |  |

| Arbitro: | Robel |

|  |           |             |
|  | Marcatori | 64’ Pasieka |

| Arbitro: | Kruse |

|             |           |  |
| Pasieka 88’ | Marcatori |  |

| Arbitro: | Weber |

|  |           |             |
|  | Marcatori | 81’ Maglica |

| Arbitro: | Weise |

|                                        |           |  |
| Maglica 16’ Lazic 33’, 77’ Schmidt 54’ | Marcatori |  |

#### Girone di ritorno
| Arbitro: | Sax |

|                                |           |                       |
| Pasieka 15’ Maglica 60’ (rig.) | Marcatori | 63’ Wagner 75’ Schulz |

| Arbitro: | Augar |

|          |           |                       |
| Berg 13’ | Marcatori | 29’ Schmidt 64’ Jeleń |

| Arbitro: | Haupt |

|           |           |  |
| Lazic 20’ | Marcatori |  |

| Arbitro: | Augar |

|  |           |           |
|  | Marcatori | 62’ Lazic |

| Arbitro: | Keßler |

|                |           |  |
| Shubitidze 59’ | Marcatori |  |

| Arbitro: | Habermann |

|          |           |  |
| Hecht 7’ | Marcatori |  |

| Lipsia 10 marzo 1996, ore 14:00 CET 24ª giornata | Sachsen Lipsia | 0 – 0 referto | Dinamo Dresda | Alfred-Kunze-Sportpark (6 869 spett.)\| Arbitro: \| Junghof \| |
| Arbitro:                                         | Junghof        |               |               |                                                                |

| Arbitro: | Weber |

|             |           |  |
| Schmidt 88’ | Marcatori |  |

| Arbitro: | Fleske |

|                                        |           |                       |
| Frąckiewicz 22’, 52’ (rig.) Czakon 80’ | Marcatori | 25’ Schmidt 54’ Hecht |

| Dresda 4 aprile 1996, ore 18:00 CEST 27ª giornata | Dinamo Dresda | 0 – 0 referto | Bischofswerdaer | Rudolf-Harbig-Stadion (6 100 spett.)\| Arbitro: \| Robel \| |
| Arbitro:                                          | Robel         |               |                 |                                                             |

| Berlino 13 aprile 1996, ore 14:00 CEST 28ª giornata | Hertha Zehlendorf | 0 – 0 referto | Dinamo Dresda | Ernst-Reuter-Sportfeld (756 spett.)\| Arbitro: \| Kiefer \| |
| Arbitro:                                            | Kiefer            |               |               |                                                             |

| Dresda 21 aprile 1996, ore 14:00 CEST 29ª giornata | Dinamo Dresda | 0 – 0 referto | Wacker Nordhausen | Rudolf-Harbig-Stadion (5 150 spett.)\| Arbitro: \| Spickenagel \| |
| Arbitro:                                           | Spickenagel   |               |                   |                                                                   |

| Arbitro: | Wendorf |

|  |           |           |
|  | Marcatori | 59’ Lazic |

| Arbitro: | Weise |

|                                          |           |                                |
| Baum 10’, 74’ Lazic 16’, 70’ Schmidt 66’ | Marcatori | 79’ Fährmann 89’ (rig.) Gebell |

| Arbitro: | Weber |

|  |           |                       |
|  | Marcatori | 42’ Pasieka 80’ Lazic |

| Arbitro: | Voigt |

|  |           |              |
|  | Marcatori | 70’ Embingou |

| Arbitro: | Robel |

|  |           |                 |
|  | Marcatori | 6’, 80’ Pasieka |

### Coppa di Germania
| Arbitro: | Rüdiger |

|             |           |                                |
| Schmidt 79’ | Marcatori | 48’, 64’ Mill 64’ (aut.) Braun |

## Statistiche

### Statistiche di squadra
| Competizione         | Punti | In casa | In casa | In casa | In casa | In casa | In casa | In trasferta | In trasferta | In trasferta | In trasferta | In trasferta | In trasferta | Totale | Totale | Totale | Totale | Totale | Totale | DR  |
| Competizione         | Punti | G       | V       | N       | P       | Gf      | Gs      | G            | V            | N            | P            | Gf           | Gs           | G      | V      | N      | P      | Gf     | Gs     | DR  |
| -------------------- | ----- | ------- | ------- | ------- | ------- | ------- | ------- | ------------ | ------------ | ------------ | ------------ | ------------ | ------------ | ------ | ------ | ------ | ------ | ------ | ------ | --- |
| Regionalliga Nordest | 67    | 17      | 9       | 5       | 3       | 21      | 9       | 17           | 10           | 5            | 2            | 25           | 14           | 34     | 19     | 10     | 5      | 46     | 23     | +23 |
| Coppa di Germania    | -     | 1       | 0       | 0       | 1       | 1       | 3       | 0            | 0            | 0            | 0            | 0            | 0            | 1      | 0      | 0      | 1      | 1      | 3      | -2  |
| Totale               | 67    | 18      | 9       | 5       | 4       | 22      | 12      | 17           | 10           | 5            | 2            | 25           | 14           | 35     | 19     | 10     | 6      | 47     | 26     | +21 |

### Andamento in campionato
| Giornata  | 1 | 2 | 3 | 4 | 5 | 6 | 7 | 8 | 9 | 10 | 11 | 12 | 13 | 14 | 15 | 16 | 17 | 18 | 19 | 20 | 21 | 22 | 23 | 24 | 25 | 26 | 27 | 28 | 29 | 30 | 31 | 32 | 33 | 34 |
| --------- | - | - | - | - | - | - | - | - | - | -- | -- | -- | -- | -- | -- | -- | -- | -- | -- | -- | -- | -- | -- | -- | -- | -- | -- | -- | -- | -- | -- | -- | -- | -- |
| Luogo     | T | C | T | C | C | T | C | T | C | T  | C  | T  | C  | T  | C  | T  | C  | C  | T  | C  | T  | T  | C  | T  | C  | T  | C  | T  | C  | T  | C  | T  | C  | T  |
| Risultato | V | P | N | V | V | N | N | V | N | V  | P  | N  | V  | V  | V  | V  | V  | N  | V  | V  | V  | P  | V  | N  | V  | P  | N  | N  | N  | V  | V  | V  | P  | V  |
| Posizione | 4 | 9 | 7 | 4 | 3 | 4 | 5 | 4 | 5 | 4  | 5  | 5  | 5  | 5  | 5  | 4  | 4  | 4  | 3  | 3  | 3  | 3  | 3  | 3  | 3  | 3  | 3  | 3  | 4  | 4  | 4  | 4  | 4  | 4  |

Legenda:

Luogo: C = Casa; T = Trasferta. Risultato: V = Vittoria; N = Pareggio; P = Sconfitta.

### Statistiche dei giocatori
| Giocatore     | Regionalliga | Regionalliga | Regionalliga | Regionalliga | Coppa di Germania | Coppa di Germania | Coppa di Germania | Coppa di Germania | Totale   | Totale | Totale      | Totale     |
| Giocatore     | Presenze     | Reti         | Ammonizioni  | Espulsioni   | Presenze          | Reti              | Ammonizioni       | Espulsioni        | Presenze | Reti   | Ammonizioni | Espulsioni |
| ------------- | ------------ | ------------ | ------------ | ------------ | ----------------- | ----------------- | ----------------- | ----------------- | -------- | ------ | ----------- | ---------- |
| C. Aflenzer   | 15           | 0            | 2            | 0            | 1                 | 0                 | 0                 | 0                 | 16       | 0      | 2           | 0          |
| S. Baum       | 26           | 2            | 2            | 0            | 1                 | 0                 | 0                 | 0                 | 27       | 2      | 2           | 0          |
| L. Braun      | 31           | 0            | 5            | 0            | 1                 | 0                 | 1                 | 0                 | 32       | 0      | 6           | 0          |
| R. Ernst      | 30           | 0            | 2            | 0            | 1                 | 0                 | 0                 | 0                 | 31       | 0      | 2           | 0          |
| C. Fröhlich   | 25           | 1            | 3            | 1            | 1                 | 0                 | 0                 | 0                 | 26       | 1      | 3           | 1          |
| R. Groß       | 16           | 0            | 0            | 0            | 1                 | 0                 | 0                 | 0                 | 17       | 0      | 0           | 0          |
| R. Hanke      | 1            | 0            | 0            | 0            | 0                 | 0                 | 0                 | 0                 | 1        | 0      | 0           | 0          |
| M. Hecht      | 28           | 5            | 5            | 1            | 1                 | 0                 | 0                 | 0                 | 29       | 5      | 5           | 1          |
| P. Heidler    | 15           | 0            | 1            | 0            | 0                 | 0                 | 0                 | 0                 | 15       | 0      | 1           | 0          |
| R. Herrig     | 14           | 0            | 4            | 1            | 0                 | 0                 | 0                 | 0                 | 14       | 0      | 4           | 1          |
| T. Hoßmang    | 29           | 2            | 5            | 0            | 1                 | 0                 | 0                 | 0                 | 30       | 2      | 5           | 0          |
| A. Jeleń      | 14           | 1            | 4            | 1            | 0                 | 0                 | 0                 | 0                 | 14       | 1      | 4           | 1          |
| G. Klemm      | 4            | 0            | 0            | 0            | 0                 | 0                 | 0                 | 0                 | 4        | 0      | 0           | 0          |
| M. Kranz      | 10           | 0            | 4            | 0            | 1                 | 0                 | 0                 | 0                 | 11       | 0      | 4           | 0          |
| J. Kreische   | 6            | 0            | 0            | 0            | 1                 | 0                 | 0                 | 0                 | 7        | 0      | 0           | 0          |
| T. Köhler     | 18           | 0            | 0            | 0            | 0                 | 0                 | 0                 | 0                 | 18       | 0      | 0           | 0          |
| D. Küttner    | 18           | 0            | 1            | 1            | 0                 | 0                 | 0                 | 0                 | 18       | 0      | 1           | 1          |
| I. Lazic      | 33           | 15           | 7            | 0            | 1                 | 0                 | 0                 | 0                 | 34       | 15     | 7           | 0          |
| N. Maglica    | 31           | 4            | 4            | 2            | 1                 | 0                 | 1                 | 0                 | 32       | 4      | 5           | 2          |
| D. Oberritter | 8            | 0            | 1            | 0            | 0                 | 0                 | 0                 | 0                 | 8        | 0      | 1           | 0          |
| D. Pasieka    | 34           | 8            | 7            | 1            | 1                 | 0                 | 0                 | 0                 | 35       | 8      | 7           | 1          |
| A. Radev      | 3            | 0            | 0            | 0            | 0                 | 0                 | 0                 | 0                 | 3        | 0      | 0           | 0          |
| J. Schmidt    | 34           | 8            | 16           | 0            | 1                 | 1                 | 1                 | 0                 | 35       | 9      | 17          | 0          |